# Garnizijska divizija
Garnizijska divizija je (po navadi statična) divizija, ki je stalno nameščena na določenem mestu kot del oz. celotna garnizija kraja.
Garnizijske divizije so nameščene na strateško pomembnih območjih, kjer lahko zagotavljajo takojšno obrambo in intervencijo proti morebitnem napadalcu.